# Mobilni marketing
Mobilni marketing je višekanalna tehnika onlajn marketinga koja je usmerena na dostizanje određene publike na njihovim pametnim telefonima, tabletima ili drugim povezanim uređajima putem veb-sajtova, e-pošte, SMS-a i MMS-a, društvenih medija ili mobilnih aplikacija. pružaju klijentima vremenski i lokacijski osetljive, personalizovane informacije koje promovišu robu, usluge i ideje. Akademik Andreas Kaplan definira mobilni marketing kao "bilo koju marketinšku aktivnost koja se provodi kroz sveprisutnu mrežu na koju su potrošači stalno povezani koristeći osobni mobilni uređaj".

## SMS marketing
SMS marketing putem mobilnih telefona (Short Message Service) postao je sve popularniji početkom 2000-ih u Evropi i nekim delovima Azije, kada su biznisi počeli da prikupljaju brojeve mobilnih telefona i šalju željeni (ili neželjeni) sadržaj. U proseku, SMS poruke imaju otvorenu stopu od 98% i čitaju se u roku od 3 minuta, što ih čini veoma efikasnim. U poslednjih nekoliko godina SMS marketing je postao legitiman kanal za oglašavanje u nekim delovima sveta. Pristupi mobilnom marketingu putem SMS-a brzo su se proširili u Evropi i Aziji kao novi kanal koji će dopreti do potrošača. SMS je prvobitno dobio negativnu medijsku pokrivenost u mnogim delovima Evrope jer je bio novi oblik neželjene pošte, jer su neki oglašivači kupovali liste i slali neželjene sadržaje na telefone potrošača; međutim, kako su smernice postavljene od strane mobilnih operatera, SMS je postao najpopularnija grana industrije mobilnog marketinga sa samo 100 miliona SMS poruka koje se šalju svakog meseca samo u Evropi. Zahvaljujući tome što su SMS poruke hardverski agnostik - one se mogu isporučiti praktično na bilo koji mobilni telefon i pristupiti im bez Wi-Fi ili mobilne veze za prenos podataka. Ovo je važno imati na umu jer u 2017. godini postoji preko 5 milijardi jedinstvenih pretplatnika mobilne telefonije širom sveta, što je oko 66% svetske populacije. SMS marketing ima i ulazne i izlazne marketinške strategije. Ulazni marketing se fokusira na stvaranje kvalitetnog sadržaja, a izlazni marketing se fokusira na slanje poruka za prodaju, promocije, takmičenja, donacije i podsetnike za imenovanja i događaje.

## MMS
MMS mobilni marketing može da sadrži vremenski slideshow slika, teksta, zvuka i videa. Ovaj mobilni sadržaj se isporučuje putem MMS-a (Multimedia Message Service). Skoro svi novi telefoni proizvedeni sa ekranom u boji mogu slati i primati standardne MMS poruke. Brendovi mogu slati i primati (mobilno) bogati sadržaj putem MMS A2P (aplikacija za osobu) mobilne mreže mobilnim pretplatnicima. U nekim mrežama, brendovi su takođe u mogućnosti da sponzorišu poruke koje se šalju P2P (person-to-person). Tipična MMS poruka zasnovana na GSM kodiranju može imati do 1500 znakova, dok jedna zasnovana na Unicodeu može imati do 500 znakova. Poruke koje su duže od ograničenja se skrate i ne spajaju kao SMS.

## Push notifikacije
Push notifikacije su prvi put uvedene u pametne telefone od strane Apple-a sa uslugom Push Notification u 2009. Za Android uređaje, Gugl je razvio Android Cloud to Messaging ili C2DM u 2010. Gugl je ovu uslugu zamenio Google Cloud Messaging u 2013. Poznat kao GCM, Gugl Cloud Messaging je služio kao C2DM-ov naslednik, poboljšavajući provere autentičnosti i isporuke, nove API krajnje tačke i parametre za razmenu poruka, te uklanjanje ograničenja API-ja i veličina poruka. To je poruka koja se pojavljuje na mobilnom uređaju. To je isporuka informacija iz softverske aplikacije na računarski uređaj bez ikakvog zahteva od strane klijenta ili korisnika. Izgledaju kao SMS obaveštenja, ali su dostupni samo korisnicima koji su instalirali aplikaciju. Specifikacije se razlikuju za iOS i Android korisnike. SMS i push notifikacije mogu biti deo dobro razvijene ulazne marketinške strategije.

## Marketing zasnovan na aplikacijama
Sa snažnim rastom upotrebe pametnih telefona, upotreba aplikacija je takođe uveliko porasla. Godišnji broj preuzimanja mobilnih aplikacija u proteklih nekoliko godina eksponencijalno je porastao, sa stotinama milijardi preuzimanja u 2018. godini, a očekuje se da broj preuzimanja nastavi da raste do 2022. Stoga su mobilni marketeri sve više koristili pametne aplikacije kao marketinški resurs. Marketeri nastoje optimizirati vidljivost aplikacije u trgovini, što će povećati broj preuzimanja. Ova praksa se zove App Store Optimization (ASO). U ovoj oblasti postoji i velika konkurencija. Međutim, baš kao i druge usluge, više nije lako vladati tržištem mobilnih aplikacija. Većina kompanija je priznala potencijal mobilnih aplikacija da povećaju interakciju između kompanije i njenih ciljnih klijenata. Sa brzim napretkom i rastom tržišta pametnih telefona, razvoj visokokvalitetnih aplikacija za mobilne uređaje je neophodan da bi se dobila snažna pozicija u prodavnici mobilnih aplikacija. Nekoliko modela za APP marketing:
1. Sadržaj embedded moda Za najveći deo u sadašnjosti, preuzimanje aplikacija iz APP trgovine je besplatan, za firme koje razvijaju aplikacije, potreban je način da se likvidira, implantabilna reklama i APP kombinira sadržaj marketinga i igraćih znakova za besprekorno integriranje korisničkog iskustva kako bi se poboljšali rezultati oglašavanja.
2. Režim implantacije reklamnog modela je uobičajeni marketinški režim u većini APP aplikacija. Kroz Banner oglase, najave potrošača ili oglašavanje na ekranu, korisnici će preći na određenu stranicu i prikazati sadržaj oglašavanja kada korisnici kliknu. Ovaj model je intuitivniji i može privući pažnju korisnika brzo.
3. Način učešća korisnika se uglavnom primenjuje na transplantaciju veb sajta i brend APP. Kompanija objavljuje sopstveni APP brend u APP prodavnici kako bi korisnici mogli da ga preuzmu, tako da korisnici mogu intuitivno bolje razumeti informacije o preduzeću ili proizvodu. Kao praktičan alat, ovaj APP donosi veliku pogodnost životu korisnika. Referentni režim korisnika omogućava korisnicima da imaju intimnije iskustvo, tako da korisnici mogu da razumeju proizvod, poboljšaju imidž preduzeća i iskoriste srce korisnika.
4. Modul za kupovinu veb sajta je tradicionalni Internet električni biznis koji nudi platforme u mobilnom APP-u, što je pogodno za korisnike da pretražuju informacije o robi bilo kada i bilo gde, da naruče proizvod i da prate porudžbine. Ovaj model je promovisao transformaciju tradicionalnih preduzeća za elektronsku trgovinu sa kupovine na mobilne internet kanale, što je neophodan način korišćenja mobilnog APP-a za onlajn i oflajn interaktivni razvoj, kao što su Amazon, eBay i tako dalje.

## Mobilni marketing u igri
U suštini postoje tri glavna trenda u mobilnim igrama: interaktivne 3D igre u realnom vremenu, masivne igre sa više igrača i igre društvenih mreža. To znači trend ka složenijoj i sofisticiranijoj, bogatijoj igri. S druge strane, postoje tzv. Casual igre, tj. Igre koje su vrlo jednostavne i vrlo lake za igranje. Većina mobilnih igara danas su takve casual igre i to će verovatno ostati tako još dugo. Brendovi sada isporučuju promotivne poruke u okviru mobilnih igara ili sponzorišu čitave igre kako bi pokrenuli angažovanje potrošača. Ovo je poznato kao mobilna igra za reklame ili mobilnu igru koja se finansira putem oglasa. U mobilnom marketingu u igri, oglašivači plaćaju da im se ime ili proizvodi prikazuju u mobilnim igrama. Iako je ulaganje u mobilne marketinške strategije, kao što je advergaming, nešto skuplje od onoga što je namijenjeno mobilnoj aplikaciji, dobra strategija može dovesti do toga da brend dobije značajan prihod. Igre koje koriste advergaming omogućavaju korisnicima da bolje pamte uključeni brend. Ovo pamćenje povećava viralnost sadržaja tako da korisnici imaju tendenciju da ih preporučuju svojim prijateljima i poznanicima, i da ih dele putem društvenih mreža. Jedan oblik mobilnog oglašavanja u igri je ono što omogućava igračima da zaista i igraju. Kao nova i efikasna forma oglašavanja, ona omogućava potrošačima da isprobaju sadržaj pre nego što ga zaista instaliraju. Ovaj tip marketinga može zaista privući pažnju korisnika kao što su povremeni igrači. Ovo oglašavanje zamagljuje granice između igre i oglašavanja i pruža igračima bogatije iskustvo koje im omogućava da svoje dragocjeno vreme provedu u interakciji sa oglašavanjem. Ova vrsta reklama nije samo interesantna, već donosi i određenu korist marketingu.

## QR kodovi
QR kodovi omogućavaju vlasnicima mobilnih telefona da posete adresu veb-lokacije skeniranjem digitalizirane 2D slike pomoću kamere svog telefona. Nedostatak QR kodova je da neki ljudi nisu upoznati sa QR kodovima. Još uvek ima mnogo ljudi u društvu koji ne znaju šta QR kod znači, iako se QR kodovi mogu vidjeti gotovo svugde u našim životima. Mnoge kompanije pokušavaju da koriste QR kodove kako bi promovisale svoje proizvode, kao i da traže potencijalne kupce, ali ako korisnik ne zna kako da pronađe informacije putem QR koda, čini se da ne mogu kupiti proizvod ili uslugu. Još jedan veliki nedostatak QR kodova je da se oslanjaju na mobilne uređaje ili pametne telefone. Čitav koncept QR koda i njegove prednosti zasnivaju se na njegovoj sposobnosti da se skeniraju pomoću mobilnih uređaja. Ako potrošači, kao stariji ljudi, nemaju mobilne uređaje ili pametne telefone, QR kodovi nisu dobri za njih.

## Bluetooth
Bluetooth tehnologija je bežična digitalna komunikacija kratkog dometa koja omogućava komunikaciju uređaja bez sada prevaziđenih RS-232 kablova.

## Usluge zasnovane na lokaciji
Neke mobilne mreže nude usluge zasnovane na lokaciji (Location-based services) kao način slanja prilagođenog oglašavanja i drugih informacija pretplatnicima mobilnog telefona na osnovu njihove trenutne lokacije. Dobavljač usluga mobilnog telefona dobija lokaciju iz GPS čipa ugrađenog u telefon, ili koristi radiolokaciju i trilateraciju na osnovu jačine signala najbližih tornjeva za mobilne telefone (za telefone bez GPS funkcija).
Neke usluge zasnovane na lokaciji rade bez tehnike praćenja GPS-a, umesto toga one prenose sadržaj između uređaja ravnopravnih korisnika.
Postoje razne metode za kompanije koje koriste lokaciju uređaja.
1. Store locators - Koristeći povratne informacije zasnovane na lokaciji, najbliža lokacija trgovine može se brzo pronaći od strane klijenata u maloprodaji.
2. Proximity-based marketing - Kompanije mogu objavljivati oglase samo pojedincima na istoj geografskoj lokaciji. Usluge zasnovane na lokaciji šalju reklame potencijalnim kupcima područja koji zaista mogu uraditi nesto u vezi s informacijama.
3. Travel information - Usluge zasnovane na lokaciji mogu pružiti informacije o stvarnom vremenu za pametne telefone, kao što su stanje u prometu i vremenska prognoza, a zatim korisnici mogu napraviti plan.
4. Roadside assistance - U slučaju iznenadnih saobraćajnih nezgoda, kompanija za pomoć na putu može razviti aplikaciju za praćenje lokacije korisnika u realnom vremenu bez navigacije.

## Privatnost
Mobilno oglašavanje je postalo sve popularnije. Međutim, neke mobilne reklame se šalju bez potrebnog odobrenja od strane potrošača koje dovodi do kršenja privatnosti. Treba shvatiti da, bez obzira na to koliko su reklamne poruke dizajnirane i koliko dodatnih mogućnosti pružaju, ako potrošači nemaju poverenja da će njihova privatnost biti zaštićena, to će ometati njihovo široko rasprostranjeno korištenje. Ali ako poruke potiču iz izvora u kojem je korisnik upisan u program odnosa / lojalnosti, privatnost se ne smatra narušenom, pa čak i prekidi mogu generisati dobru volju korisnika. Pitanje privatnosti je postalo još izraženije nakon dolaska mobilnih mreža. Pojavio se veliki broj važnih novih pitanja uglavnom zbog činjenice da su mobilni uređaji intimno lični i da su uvek sa korisnikom, i da se mogu identifikovati četiri glavne zabrinutosti: mobilni spam, lična identifikacija, informacije o lokaciji i bežična bezbednost.

## Klasifikacija
Kaplan kategorizira mobilni marketing uz stepen znanja potrošača i okidač komunikacije u četiri grupe: stranci, grupe, žrtve i pokrovitelji. Znanje potrošača može biti visoko ili nisko i prema njegovom stepenu, organizacije mogu prilagoditi svoje poruke svakom korisniku pojedinačno, slično ideji marketinga jedan-na-jedan. Što se tiče okidača komunikacije, Kaplan pravi razliku između push komunikacije, inicirane od strane organizacija, i pull komunikacije, koju inicira potrošač. U okviru prve grupe (slabo znanje / push), organizacije emituju opštu poruku velikom broju mobilnih korisnika. S obzirom na to da organizacija ne može da sazna koje su mušterije na kraju dobile poruku, ova grupa se naziva "strancima". U drugoj grupi (slabo znanje / pull), kupci se odlučuju da primaju informacije, ali se ne identifikuju kada to čine. Organizacije stoga ne znaju sa kojim konkretnim klijentima se bavi, zbog čega se ova grupa zove "grupe". U trećoj grupi (visoko znanje / push) koje se naziva "žrtvama", organizacije poznaju svoje klijente i mogu im slati poruke i informacije bez prethodnog traženja dozvole. Poslednja grupa (visoko znanje / pull), "pokrovitelji" pokriva situacije u kojima klijenti aktivno daju dozvolu da budu kontaktirani i daju lične informacije o sebi, što omogućava komunikaciju jedan-na-jedan bez rizika da im se smeta.